# Phineas Gage
Pour les articles homonymes, voir Gage.

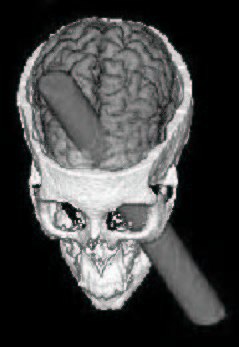
Reconstitution du traumatisme.

Phineas P. Gage (9 juillet 1823 – 21 mai 1860) est un contremaître des chemins de fer américain connu pour avoir subi un profond changement de personnalité à la suite d’un traumatisme crânien majeur, ce qui a fait de lui un cas d’école en neurologie.

## Historique des événements
Le 13 septembre 1848, Phineas Gage travaille dans la périphérie de Cavendish dans le Vermont aux États-Unis à la construction d'une ligne de chemin de fer. Alors qu'il est en train de bourrer la poudre dans la faille d'un rocher, Gage oublie d'ajouter une couche de sable par-dessus la poudre noire. Par malchance, la barre à mine en heurtant le rocher, met le feu aux poudres. À la suite de cette explosion, cette barre de fer (plus probablement un bourroir) d'une masse de 13,25 livres (6,01 kg), d'une longueur de 3,58 pieds (1,09 m) et d'un diamètre de 1,25 pouce (3,18 cm), lui perfore le crâne, en le traversant complètement, et provoque des dommages au lobe frontal gauche de son cerveau. Malgré la gravité apparente de la blessure, la victime survit.
Phineas Gage était jusque-là considéré comme sérieux, attentionné, sociable, fiable et ayant un bon jugement, mais cette blessure semble avoir eu des effets négatifs sur son comportement émotionnel, social et personnel, le laissant dans un état instable et asocial, constate le Dr Harlow (1819-1907) qui le soigne pendant de longs mois. S'il perd l'usage de l'œil gauche, son état physique semble ne pas avoir changé. Il ne souffre d’aucune paralysie. 
Son humeur changeante, son tempérament devenu grossier et capricieux lui font changer souvent de travail. Il essaie d'élever des chevaux mais sans succès, et devient ensuite conducteur de diligence au Chili entre Santiago et Valparaíso de 1852 à 1859. On cite son passage comme attraction au cirque Barnum à New York vers fin 1849 mais il s'agirait d'une confusion avec le musée P.T. Barnum de New York où il participe à une exposition. De retour aux États-Unis auprès de sa famille près de San Francisco en 1859, sa santé se dégrade et il change encore sans cesse d'employeur. Il meurt presque douze ans après son accident, le soir du 21 mai 1860, dans une crise d'épilepsie.
En 1867, le docteur Harlow fait exhumer le crâne de Gage au nom de la science pour pouvoir l'étudier, mais il ne peut à l'époque en tirer d'informations concluantes.
En 1994, les neuroanatomistes António et Hanna Damásio reconstituent par ordinateur ce qui doit être la trajectoire de la barre à partir de la barre à mine et de son crâne qui sont restés conservés au Warren Anatomical Museum de l'université Harvard. Une nouvelle reconstitution par Ratiu et Talos (2004) indique que l'atteinte concerne surtout le lobe frontal gauche.
À sa mort, Gage n'est pas autopsié. Seuls son crâne et des témoignages historiques permettent donc de considérer l'étendue précise de ses lésions.
Récemment, dans l'ouvrage An Odd Kind of Fame – Stories of Phineas Gage paru en 2000, le professeur de psychologie Malcolm Macmillan et ses collaborateurs ont remis en question la sévérité et surtout la pérennité des troubles comportementaux dont aurait souffert Phineas Gage. Bien qu'il soit avéré que Gage ait présenté durant un certain temps après son accident ce qui s'apparente fortement à un syndrome frontal, il semble peu vraisemblable qu'il ait pu exercer le métier de palefrenier durant plus d'un an et assurer une ligne de diligence pendant des années sans qu'un tel syndrome se soit nettement atténué. Encore une fois ces considérations restent à préciser car cette période de la vie de Gage est fort peu documentée.

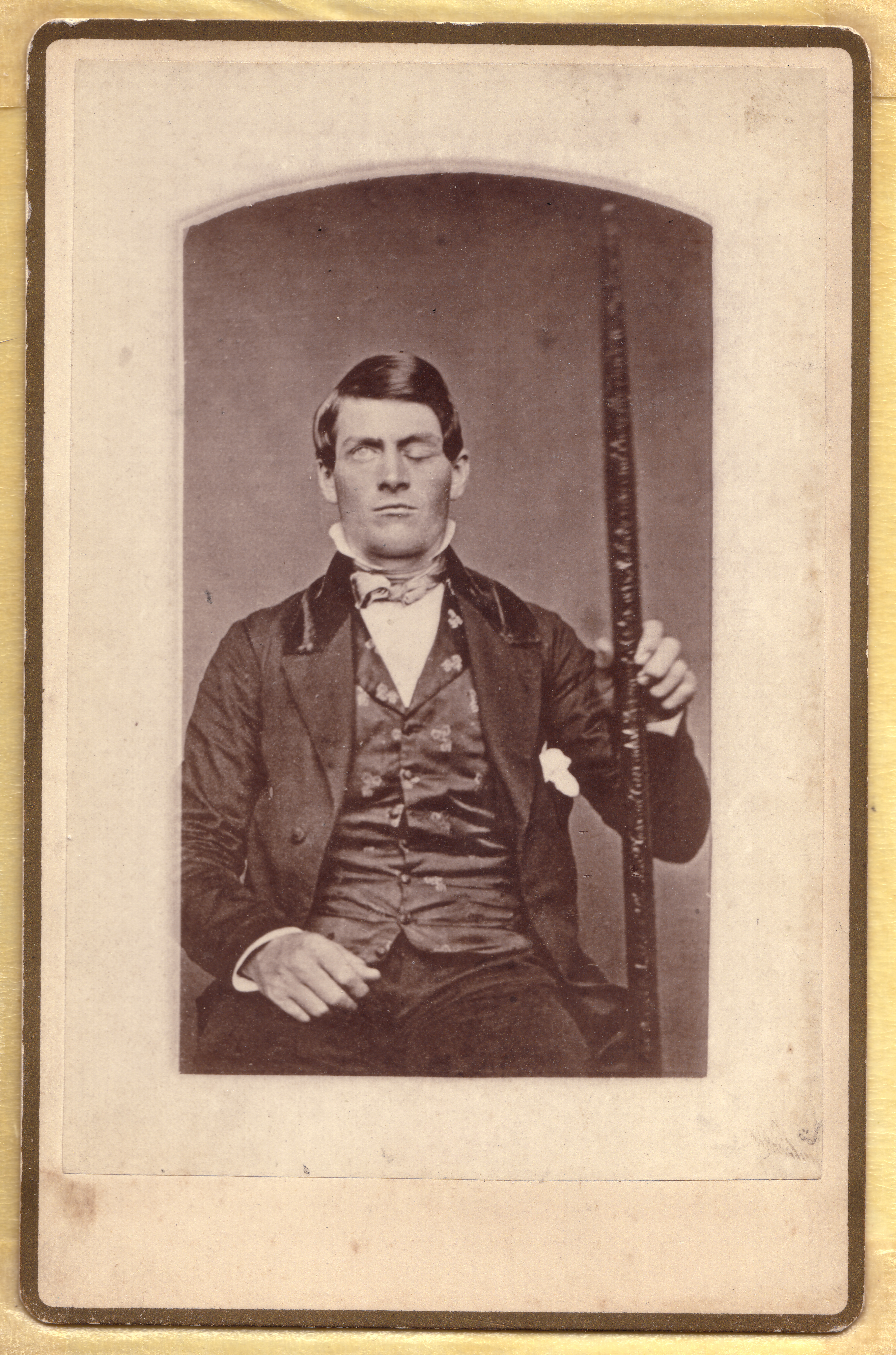
Phineas Gage posant avec sa fameuse barre.

## Photographies
Un daguerréotype représentant Phineas Gage posant avec sa fameuse barre a été identifié avec l'appui de Malcolm Macmillan en 2009. Il faisait partie depuis trente ans d'une collection privée dont les propriétaires, Jack et Beverly Wilgus, l'avaient considéré comme un chasseur de baleines, prenant la barre pour un harpon (il convient de préciser que l'image était inversée en miroir comme tout daguerréotype) et c'est en le mettant en ligne que des internautes l'ont identifié comme tel. Les comparaisons des inscriptions sur la barre et les dommages faciaux avec le masque réalisé de son vivant et la barre conservée au Warren Anatomical Museum de Boston ont permis de l'identifier formellement. Il s'agit d'une première car aucun portrait de Gage n'était connu auparavant, ce qui contribuait d'ailleurs à entretenir un certain mystère.
Un second portrait de Phineas Gage posant toujours avec son inséparable barre a également été identifié en 2010. Il s'agit d'une photographie copiée à partir d'un daguerréotype. Il appartenait à des descendants du frère de Phineas Gage, vivant aujourd'hui au Texas. Ceux-ci avaient toujours eu la connaissance de ce portrait mais n'avaient alors encore jamais réalisé la notoriété de Gage.

## Culture populaire

### Séries télévisées
- Phineas Gage est évoqué dans le cours de M. Clarke dans l'épisode 3 (vers 11 min 41 s) de la saison 2 de Stranger Things.
- Dans l'épisode 17 de la saison 5 de Dr. House, les diagnosticiens sont confrontés à un patient atteint d'une altération de la personnalité rappelant celle de Phineas Gage.
- Dans l'épisode 1 de la saison 5 de Médium, Allison Dubois rêve de l'accident et du changement de la personnalité de Phineas Gage.
- Le personnage est également évoqué dans le sixième épisode de la saison 3 de Hell on Wheels.

### Vidéographie
- Sur les traces de Phineas Gage d'Anne Georget, vidéo de 24 minutes diffusée sur La Sept Arte (1998)

### Émission de radio
- « Phineas Gage, cas d’école de la neurologie »,  Franck Ferrand raconte, Radio Classique, 22 juillet 2025.

#### Bases de données et dictionnaires
- Ressource relative à la recherche :   - Semantic Scholar
- Ressource relative à l'audiovisuel :   - IMDb
- Notices dans des dictionnaires ou encyclopédies généralistes :   - Britannica
  - Gran Enciclopèdia Catalana
- Notices d'autorité :   - VIAF
  - ISNI
  - LCCN
  - GND
  - Pays-Bas
  - Israël
  - Catalogne
  - Norvège
  - WorldCat